# 河南黄芩
河南黄芩（学名：[Scutellaria honanensis] 错误：{{Lang}}：文本有斜体标记（帮助））为唇形科黄芩属下的一个种。

## 扩展阅读
維基物種上的相關：河南黄芩